# Stomatium meyeri
Stomatium meyeri är en isörtsväxtart som beskrevs av L. Bol. Stomatium meyeri ingår i släktet Stomatium och familjen isörtsväxter. Inga underarter finns listade i Catalogue of Life.